# Veria
Veria (grčki: Βέροια ili Βέρροια, ali i Φέροια na starogrčkom jeziku; makedonski: Бер; bugarski: Бер;  turski: Karaferye) je grad na podnožju 
planine Vermion (Karakamen) u Grčkoj. Današnja Veria je trgovačko središte Egejske Makedonije, sjedište prefekture Emacija i sjedište episkopije episkopije Grčke pravoslavne crkve. 

## Povijest
Grad Veria prvi put se spominje u spisima povjesničara Tukidida oko 432. god. pr. Kr. Najstarije ljudsko stanište Nea Nikomedia otkriveno je na 9 km u pravcu sjeveroistoka ( postojalo je već oko 6 250 god. pr. Kr. ) Grad je dobio ime po svojem mitskom osnivaču koji je bio Feron (ili Veron), ili po njegovoj kćeri Veriti. Najstariji stanovnici grada bili su znani kao Vriges, i bili su makedonskog podrijetla. Makedonci su od Verie napravili svoj drugi najveći grad ( odmah iza prijestolnice Pelle). 
Rimski car Dioklecijan proglasio je Veriu jednom od dvije prijestolnice rimske provincije Makedonije. 
Za vrijeme Rima, Veria je postala jedna od prvih ranokršćanskih vjerskih zajednica. Izvan grada nalazilo se židovsko naselje gdje je Apostol Pavao propovjedao prvim kršćanima nakon odlaska iz Soluna. Prvi episkop Beroree (tako se zvao grad za rimskih vremena) bio je Onisim, vrlo vjerojatno je da je to bio poznati apostol sv. Onisim( rob Filimona).
Pod Bizantom grad je nastavio rasti i cvjetati sve dok ga nisu orobili Bugari u IX st. Za vrijeme križarskih ratova grad su osvojili Normani (1185.) te potom Franci (1204.).  Sredinom XIII st. gradom su vladali srpski despoti.  1361. godine grad je pao pod vlast otomanskog carstva pod kojim je ostao sve do 1912. godine, kad je ušao u sastav Kraljevine Grčke.

## Zemljopisne odlike
Grad Veria nalazi se na obroncima planine Vermion i dominira dolinom Emacija. Blizu grada na planini Vermion, nalazi se mjesto Seli vrlo poznato skijalište u Grčkoj, a na par kilometara južno od Verie nalaze se velika umjetna akomulaciona jezera;  Sfikia i Polyfytos na rijeci Aliakmon. 
Solun se nalazi 65 km sjeveroistočno od grada, Naousa je udaljena 16 km u pravcu sjeverozapada, grad Kozani udaljen je 42 km u pravcu zapada, a grad Katerini 38 km sjeveroistočno od Verie. Arheološko nalazište Vergina, grad s kraljevskom grobnicom Filipa II. makedonskog, nalazi se na 11 km jugoistočno od grada. 

## Rast stanovništva tijekom vremena
| Godina | Stanovnika | Promjene   | Stanovništvo općine | Promjene    |
| ------ | ---------- | ---------- | ------------------- | ----------- |
| 1981   | 37,966     | -          | -                   | -           |
| 1991   | 37,858     | -108/0.29% | 42,910              | -           |
| 2001   | -          | -          | 42,794              | -116/-0.27% |

## Klimatske prilike
Veria ima uobičajenu kontinentalnu klimu, poput svih grčkih gradova u planinskoj unutrašnjosti, s kišnim i hladnim zimama i vrlo toplim i sušnim ljetima. U ljetu 2007. godine izmjerena je najviša temperatura u Veriji od 44 [°C].
| mjesec                    | Sij | Vel | Ožu | Tra | Svi | Lip | Srp | Kol | Ruj | Lis | Stu | Pro |
| Najviše temperature [°C]  | 7   | 9   | 10  | 16  | 19  | 29  | 29  | 24  | 19  | 16  | 12  | 5   |
| Najniže temperature [°C]  | 3   | 6   | 8   | 11  | 16  | 19  | 17  | 14  | 12  | 10  | 8   | 4   |
| Rekordne temperature [°C] | 20  | 22  | 25  | 31  | 36  | 44  | 42  | 39  | 36  | 32  | 27  | 26  |

## Vanjske poveznice
- (grč.) Veria online  Arhivirana inačica izvorne stranice od 28. veljače 2009. (Wayback Machine)